# Коронная колония Мальта
Коронная колония Мальта — британская колония, созданная путем преобразования Мальтийского протектората в 1813 году. В 1964 году прекратила свое существования в связи с предоставлением Мальте независимости.

## Основание и первые годы (1813—1824)

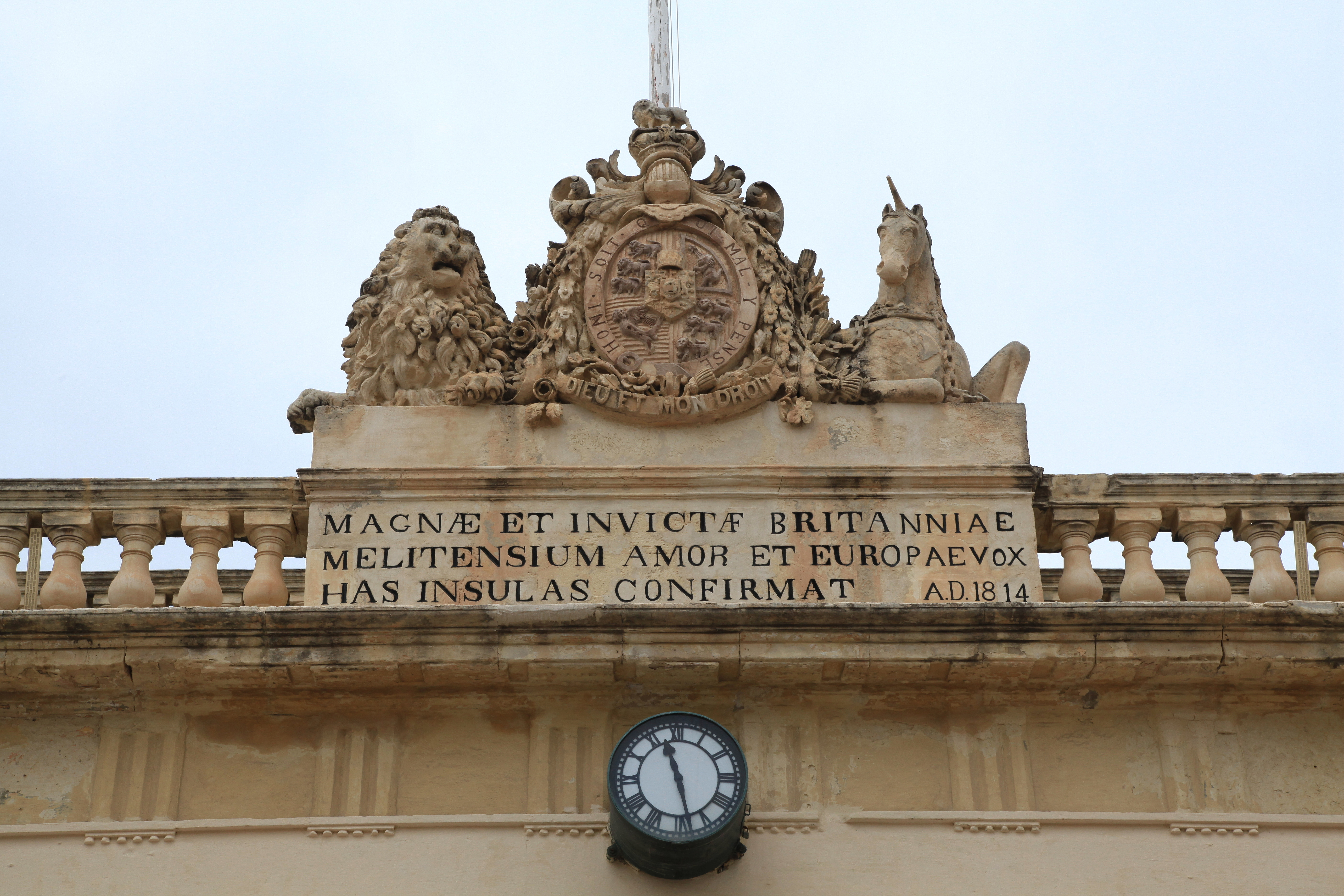
Британский герб на здании Главной гвардии в Валлетте. В здании ныне находится офис генерального прокурора

С 1530 по 1798 год Мальтой управлял орден Святого Иоанна. Орден был изгнан во время Войны второй коалиции, а Мальта была оккупирована Наполеоном. Мальтийцы взбунтовались после пары месяцев французского правления и попросили Британию о помощи. В конце концов французы капитулировали в 1800 году, и Мальта добровольно стала британским протекторатом. Великобритания должна была эвакуировать свои войска остров в соответствии с условиями Амьенского договора 1802 года, но не выполнила это обязательство, что стало одним из нескольких взаимных случаев несоблюдения договора и в конечном итоге привело к возобновлению войны между Великобританией и Францией год спустя.
Мальта стала королевской колонией 23 июля 1813 года, когда сэр Томас Мейтланд был назначен губернатором Мальты. Статус Мальты как королевской колонии был подтвержден Парижским договором 1814 года, который был вновь подтвержден Венским конгрессом 1815 года.
В марте 1813 года на Мальте вспыхнула чума, когда британский торговый корабль, зараженный болезнью, прибыл из Александрии. Болезнь начала распространяться в Валлетте, и с прибытием губернатора Мейтланда были введены более строгие карантинные меры. Чума распространилась на Гоцо к январю 1814 года, но к марту того же года сошла на нет. В целом умерло 4486 человек, что составило 4 % от общей численности населения.
После эпидемии Мейтланд провел ряд реформ. Он был авторитарен и он отказался сформировать консультативный совет, состоящий из представителей населения Мальты, за что неофициально был прозван «Королем Томом». Он сформировал полицейские силы Мальты в 1814 году, в то время как местный италоязычный университет был распущен в 1819 году. Были проведены различные реформы в сфере налогообложения и суда. Мейтланд оставался губернатором до своей смерти 17 января 1824 года.

## 1824—1914 годы

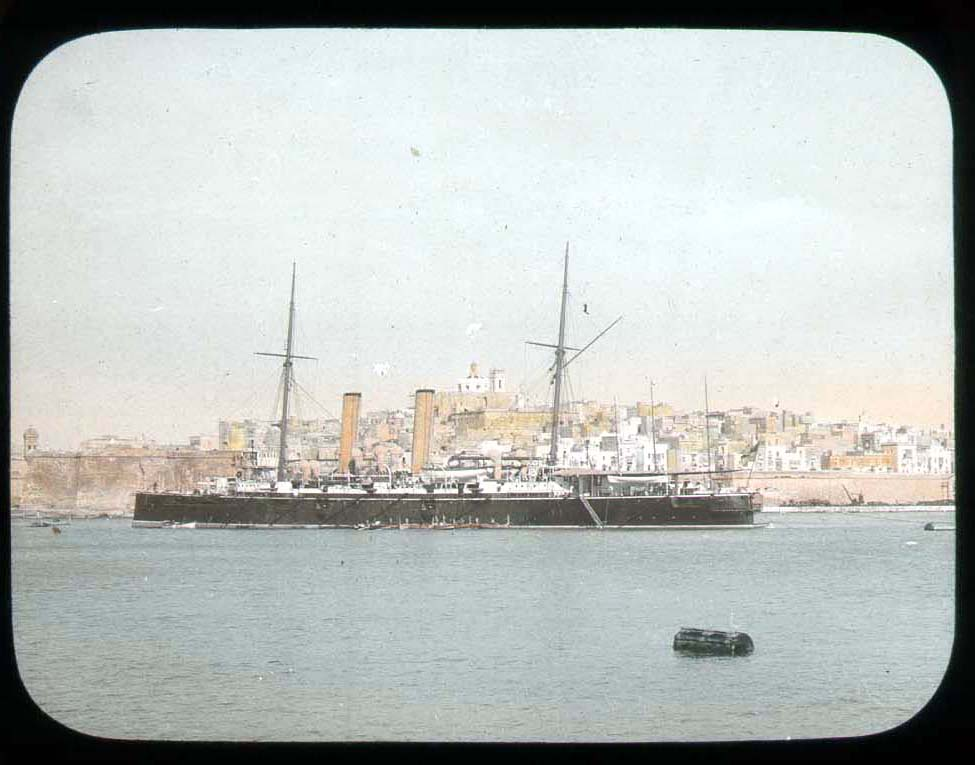
Британский военный корабль в Большой Гавани в 1896 году

Во время греческой войны за независимость Мальта стала базой для британских, французских и российских военно-морских сил, особенно после битвы при Наварино в 1827 году. Местная экономика начала расти, но вскоре после окончания войны в 1832 году наступил экономический спад.
В 1828 году была отменена монополия католической церкви. Три года спустя мальтийская кафедра стала независимой от Палермской. В 1839 году цензура прессы была отменена, и началось строительство англиканского собора Святого Павла.
После беспорядков 1846 года, в 1849 году, был создан Совет правительства с избранными членами под британским правлением. В 1881 году был создан Исполнительный совет. В 1878 году Королевская комиссия (Комиссия Роуселла-Джулиана-Кинана) рекомендовала в своем докладе «англицизацию» образовательной и судебной систем Мальты.
В самоуправлении мальтийцам было отказано до 1921 года, что негативно сказывалось на экономике островов. Это было связано с тем, что остров перенаселен и во многом зависел от британских военных расходов, которые варьировались в зависимости от требований войны. В течение XIX века британская администрация провела несколько либеральных конституционных реформ, которым, как правило, сопротивлялись церковь и мальтийская элита, цеплявшиеся за свои феодальные привилегии. Политические организации, такие как Национальная партия, были созданы для защиты итальянского языка на Мальте.
В последней четверти XIX века наметился рост благосостояния островов. Был основан англо-египетский банк (1882) и началась эксплуатация железной дороги (1883); первые почтовые марки были выпущены в 1885 году, а в 1904 году началось трамвайное сообщение. В 1886 году военный врач Дэвид Брюс обнаружил микроб, вызывающий «мальтийскую лихорадку», а в 1905 году Фемистокл Заммит обнаружил источники лихорадки. Наконец, в 1912 году Дун Карм Псайла написал свое первое стихотворение на мальтийском языке.

## Первая мировая война и межвоенный период (1914—1940 годы)
Во время Первой мировой войны Мальта стала известна как огромный госпиталь из-за количества раненых солдат, которых свозили сюда на лечение.
В 1919 году беспорядки из-за высоких цен на хлеб привели к предоставлению большей автономии местным жителям в течение 1920-х годов. После того как Филиппо Скиберрас созвал Национальное собрание, в 1921 году остров получил самоуправление под британской эгидой. Мальта получила двухпалатный парламент с Сенатом (упраздненным в 1949 году) и избираемым Законодательным собранием. Джозеф Говард был назначен премьер-министром. В 1923 году гимн «Инну Мальти» впервые прозвучал на публике, и в том же году Франческо Бухаджар стал премьер-министром.
1930-е годы стали периодом нестабильности в отношениях между мальтийской политической элитой, мальтийской церковью и британскими правителями; Конституция 1921 года была приостановлена дважды. Впервые в 1930—1932 годах, после столкновения между правящей Конституционной партией и церковью и последующего наложения епитимьи на избирателей партии и её союзников, что сделало свободные и честные выборы невозможными. Второй раз в 1933 году, когда Национальное собрание проголосовало за преподавание итальянского языка в начальных школах. Таким образом, Мальта вернулась к статусу королевской колонии.
До прибытия британцев официальным языком в течение сотен лет языком образованной элиты был итальянский. В 1934 году английский и мальтийский языки были объявлены единственными официальными языками. В тот год только около 15 % населения свободно говорили по-итальянски. Это означало, что из 58 000 мужчин, квалифицированных по возрасту в качестве присяжных, только 767 могли квалифицироваться по языку, поскольку только итальянский язык до этого использовался в судах.

## Вторая мировая война и её последствия (1940—1947 годы)

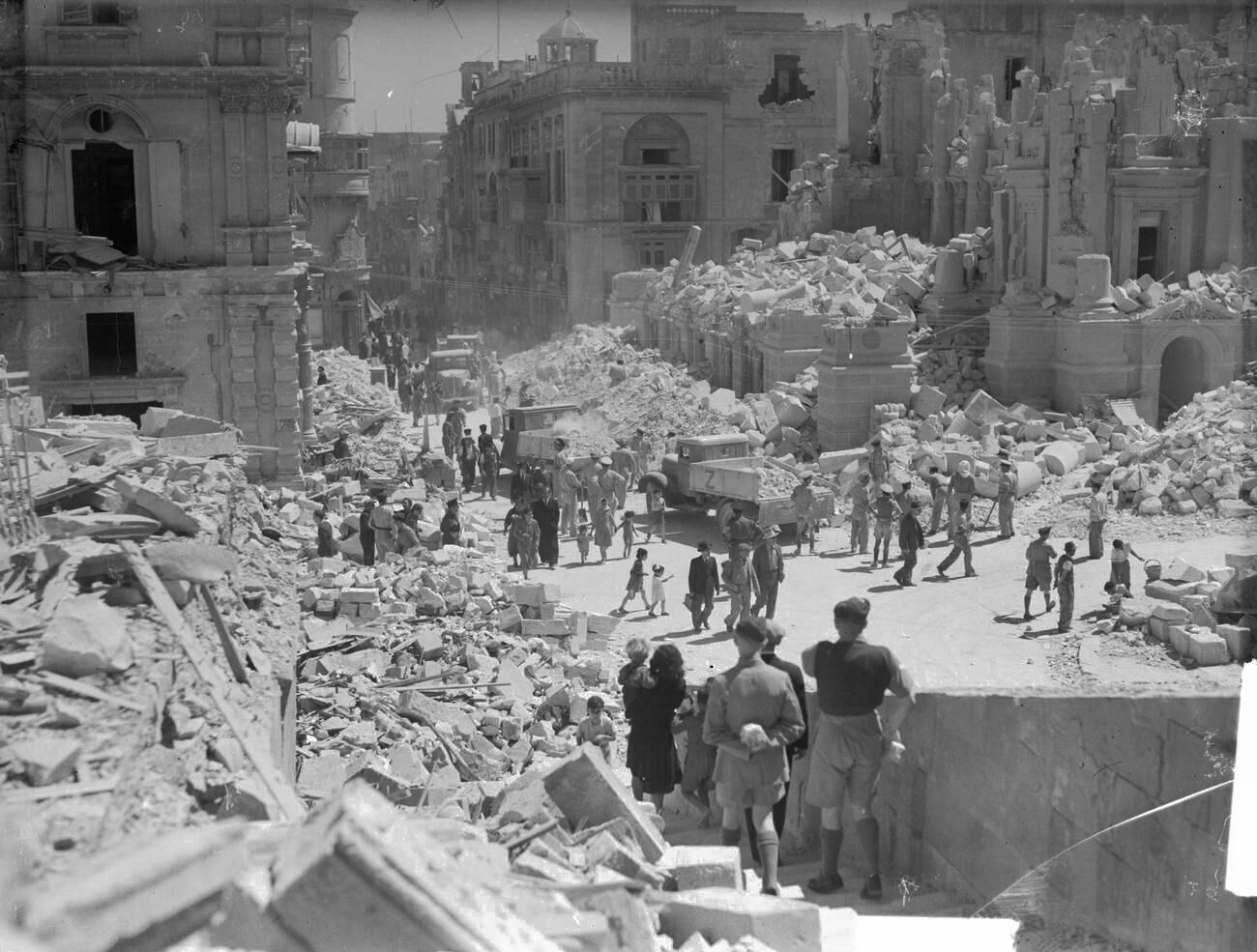
Военнослужащие и гражданские лица разбирают обломки после бомбардировки Страда-Реале в Валлетте 1 мая 1942 года

До Второй мировой войны Валлетта была местом расположения штаб-квартиры Средиземноморского флота ВМС Великобритании. Однако, несмотря на возражения Уинстона Черчилля, в апреле 1937 года командование было перенесено в Александрию, Египет, из опасений, что Мальта слишком уязвима для воздушных атак из Европы. Ко времени вступления Италии в войну на Мальте был гарнизон, насчитывающий менее четырёх тысяч солдат, и пятинедельный запас продовольствия. Кроме того, средства ПВО Мальты состояли из 42 зенитных орудий и нескольких истребителей-перехватчиков.
Будучи британской колонией, расположенной недалеко от Сицилии и морских путей Оси, Мальта подверглась бомбардировке итальянскими и немецкими ВВС. Мальта использовалась англичанами для нападения на итальянский флот и имела базу подводных лодок. Она также использовалась в качестве поста для перехвата немецкие радиосообщений, включая шифры Энигма.
Первые воздушные налеты на Мальту произошли 11 июня 1940 года. Бипланы ВВС Италии не смогли причинить существенного урона укреплениям острова. За первые пять месяцев боевых действий самолеты острова уничтожили или повредили около 37 итальянских самолетов. На Мальте с начала войны до декабря 1941 года 330 человек были убиты и 297 были серьезно ранены.
15 апреля 1942 года король Георг VI наградил Георгиевским крестом (высшей гражданской наградой за доблесть) «остров-крепость Мальту — её народ и защитников». Франклин Рузвельт прибыл на остров 8 декабря 1943 года и вручил ноту благодарности от имени народа Соединенных Штатов.
В 1942 году в маках Операции «Пьедестал» британский конвой прибыл в Гранд-Харбор, а в следующем году Франклин Рузвельт и Уинстон Черчилль посетили Мальту. Король Георг VI также посещал остров с визитом.
Союзники начали вторжение на Сицилию с Мальты в 1943 году. После перемирия в том же году итальянский флот сдался союзникам на Мальте. В 1945 году Черчилль и Рузвельт встретились на Мальте перед Ялтинской конференцией с Иосифом Сталиным.
Национальное собрание 1946 года приняло конституцию 1947 года, вновь получив самоуправление от Лондона, и Пол Боффа стал пятым премьер-министром Мальты.

## Самоуправление (1947—1964 годы)

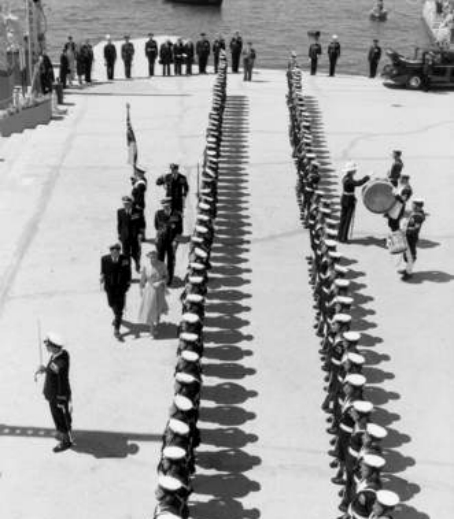
Королева Елизавета II с визитом на военном аэродроме Мальты, 1954

После Второй мировой войны Мальта получила самоуправление, а Лейбористская партия Мальты Дома Минтоффа стала защищать интеграцию с Великобританией перед лицом оппонентов из Национальной партии Джорджа Борга Оливера. Оливер выступал за независимость или статус члена Содружества, как Канада, Австралия и Новая Зеландия. Между тем, в 1949 году Великобритания подписала Североатлантический договор и вступила в НАТО.
После вступления Елизаветы II на престол в 1952 году, в декабре 1955 года, в Лондоне состоялась конференция, посвященная будущему Мальты, в которой приняли участие новый премьер-министр Дом Минтофф, Борг Оливер и другие мальтийские политики, а также министр колоний Великобритании Алан Леннокс-Бойд. Британское правительство согласилось предоставить островам три места в Британской палате общин. Согласно высказанным предложениям, мальтийский парламент сохранял ответственность за все дела, кроме обороны, внешней политики и налогообложения. Мальтийцы также должны были иметь социальный и экономический паритет с Великобританией, что гарантировалось британским министерством обороны, основным работодателем на островах.

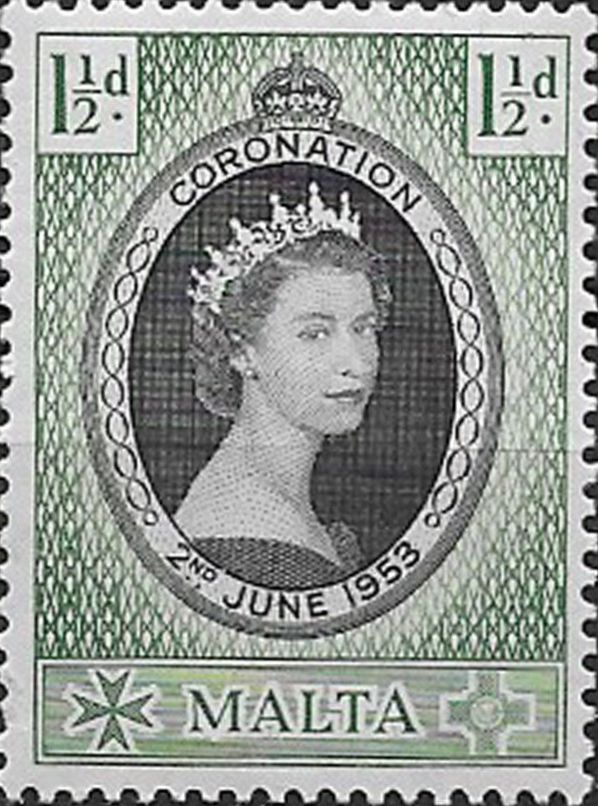
Мальтийская марка 1953 года с портретом королевы Елизаветы II

Референдум по указанным предложениям был проведен 11 и 12 февраля 1956 года, на нём 77,02 % избирателей высказались «за», но из-за бойкота со стороны Национальной партии проголосовало только 59,1 % от общего числа избирателей, что позволило оппозиции утверждать, что результаты референдума нелегитимны.
Британские парламентарии выразили обеспокоенность тем, что представительство Мальты в Вестминстере создаст прецедент для других колоний и повлияет на результаты всеобщих выборов.
Кроме того, снижение стратегического значения Мальты для Королевского флота означало, что британское правительство все более неохотно поддерживало верфи острова. После решения Адмиралтейства об увольнении 40 рабочих на верфи Мальты Минтофф заявил, что «представители мальтийского народа в парламенте заявляют, что они больше не связаны соглашениями и обязательствами перед британским правительством». В ответ Колониальный секретарь отправил телеграмму Минтоффу, заявив, что он «безрассудно рискует» всем планом интеграции.
В знак протеста Минтофф подал в отставку с поста премьер-министра, а Борг Оливере отказался сформировать новое правительство. Это привело к тому, что острова во второй раз попали под прямое правление из Лондона, но теперь и лейбористы Мальты стали выступать за независимость.
В то время как Франция проводила аналогичную политику в своих колониях, объявив их заморскими департаментами, Мальта была единственной британской колонией, где серьезно рассматривался вопрос об интеграции с Великобританией. Последующие британские правительства исключили интеграцию для оставшихся заморских территорий, таких как Гибралтар.
В 1961 году была утверждена новая конституция Мальты. Джордж Борг Оливье стал премьер-министром в следующем году, а 21 сентября 1964 года Мальта стала независимой.

Флаг Мальты по годам
Флаг Мальты в XIX веке
1875–1898
1898–1923
1923–1943
1943–1964

Неофициальные флаги Мальты
Неофициальный флаг, 1943
Неофициальный флаг (1943–1964)